# Frysztak (gmina)
Frysztak – gmina wiejska w województwie podkarpackim, w powiecie strzyżowskim. W latach 1975–1998 gmina położona była w województwie rzeszowskim.
Siedziba gminy to Frysztak.

## Struktura powierzchni
Według danych z roku 2002 gmina Frysztak ma obszar 90,51 km², w tym:
- użytki rolne: 63%
- użytki leśne: 28%

Gmina stanowi 17,98% powierzchni powiatu.

## Demografia

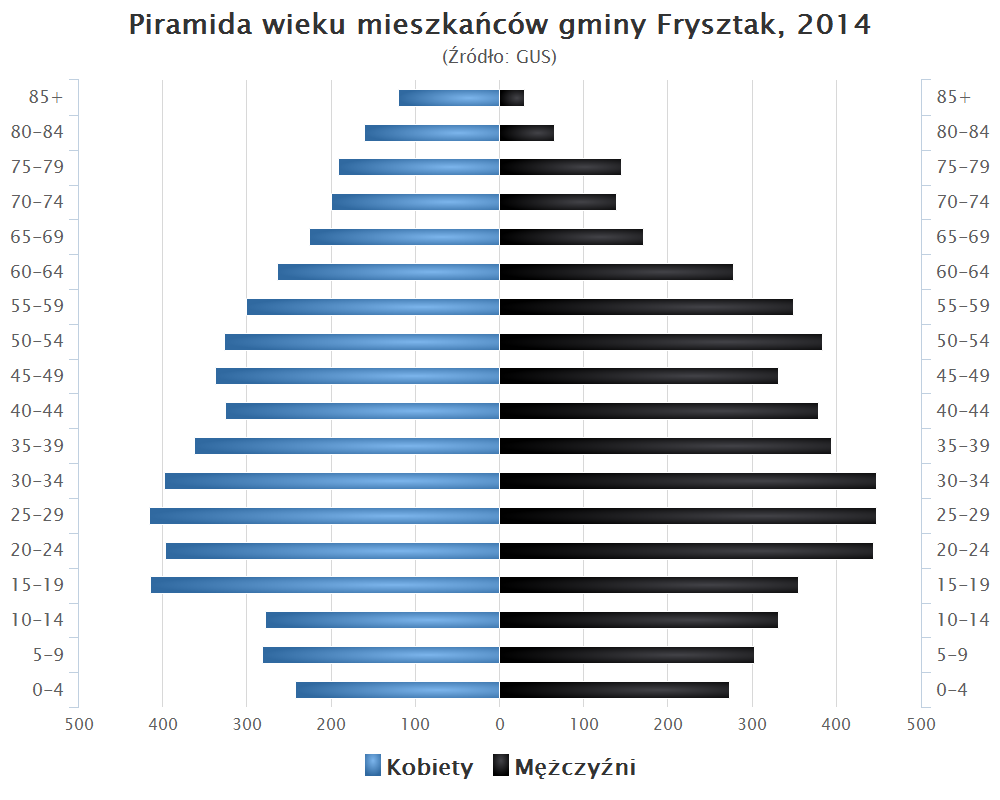
Piramida wieku mieszkańców gminy Frysztak w 2014 roku

Dane z 31.12.2017 roku.
| Opis                              | Ogółem | Ogółem | Kobiety | Kobiety | Mężczyźni | Mężczyźni |
| --------------------------------- | ------ | ------ | ------- | ------- | --------- | --------- |
| jednostka                         | osób   | %      | osób    | %       | osób      | %         |
| populacja                         | 10 427 | 100    | 5 224   | 50,1    | 5 203     | 49,9      |
| gęstość zaludnienia (mieszk./km²) | 116    | 116    | 59      | 59      | 57        | 57        |

## Sołectwa
Chytrówka, Cieszyna, Frysztak, Glinik Dolny, Glinik Górny, Glinik Średni, Gogołów, Huta Gogołowska, Kobyle, Lubla, Pułanki, Stępina, Twierdza, Widacz.

## Sąsiednie gminy
Brzostek, Jasło, Kołaczyce, Wielopole Skrzyńskie, Wiśniowa, Wojaszówka